# 最大动压点
最大动压点（英語：Maximum dynamic pressure, Max Q）是航空航天工程学使用的术语,表示在诸如运载火箭和探空火箭等飞行器达到最大动态压力的点。
最大动压点也是此类飞行器设计中的一个重要因素，因为其空气动力结构载荷与动压成正比，对飞行器的飞行包线造成限制。

## 动压
動壓是一個與流體力學有關的物理量，其定義為：
{\displaystyle q={\frac {1}{2}}\rho {{v}^{2}}}
其中的符號代表（使用國際單位制）：
| {\displaystyle q\;}     | = 動壓（帕斯卡），                    |
| {\displaystyle \rho \;} | = 流體密度（kg/m3）（例如空氣密度）， |
| {\displaystyle v\;}     | = 流體速度（m/s）。                   |
其中{\displaystyle \rho }是当地的空气密度，{\displaystyle v}是运载工具的速度；动压可以被认为是空气相对于运载工具的动能密度，这个量经常在阻力方程中出现。
对于一辆在海平面以90km/h（25m/s）速度行驶的汽车（空气密度约为 {\displaystyle 1.225kg/m^{3}}），汽车前部的动压为383 Pa，约为静态压力（海平面为101325 Pa）的0.38%。
对于一架在10km高空以828 km/h（230m/s）巡航的客机（空气密度约为 {\displaystyle 0.4135kg/m^{3}}），飞机前端的动压为10937帕，约为静压的41%（10km 处为 26,500 Pa ）。

## 火箭发射中的最大动压点
对于从地面向太空发射火箭，动压是：
- 升空时为零，此时空气密度{\displaystyle \rho }高，但飞行器的速度{\displaystyle v=0}
- 在大气层外为零，这里的速度{\displaystyle v}很高，但空气密度{\displaystyle \rho =0}
- 这里涉及的数量均为非负数

在发射过程中，火箭速度增加，但空气密度随着火箭的上升而降低。因此，（根据罗尔定理）有一个动压最大的点。
换句话说，在达到最大动压点之前，由于速度增加引起的动压力变化大于由于空气密度减小引起的动压力变化，从而作用在飞行器上的动压力（相反的动能）继续增加。超过最大动压点后，情况正好相反，随着空气密度的降低，作用在飞行器上的动压降低，最终在空气密度变为零时达到零。
这个值很重要，因为它是决定火箭体必须承受的结构载荷的约束之一，对于许多火箭来说，如果以全速发射，空气动力将高于它们所能承受的程度。由于这个原因，它们往往在接近最大动压点之前就被节流，之后再回升，以便降低速度，从而减少飞行过程中遇到的最大动压。

## 火箭发射实例
例如，在正常的航天飞机发射过程中，最大动压点为0.32个大气压，发生在大约11公里（36,000英尺）的高度。 三个航天飞机主发动机在动态压力接近最大动压点时被节流到其额定推力的60-70%左右（取决于有效载荷），再加上固体火箭助推器的推进剂颗粒设计，在燃烧50秒后将最大动压点的推力减少三分之一，航天飞机的总应力被控制在一个安全水平。
在典型的阿波罗飞行任务中，最大动压点（也刚好超过0.3个大气压）发生在13到14公里（43,000–46,000英尺）的高度之间， SpaceX猎鹰9号的值也大致相同。
最大动压点是火箭发射过程中的关键里程碑，因为它是机身所承受的最大机械应力。